# Aslan-Bey Shervashidze
Aslan-Bey Sharvashidze (... – Istanbul, ...; fl. XIX secolo) fu principe di Abcasia dal 1808 al 1810.

## Biografia
Aslan-Bey era il figlio primogenito del principe di Abcasia, Kelesh Ahmed-Bey Sharvashidze, e sin dalla gioventù si distinse per uno spiccato atteggiamento a favore dell'influsso culturale dell'Impero ottomano nella regione, il che fu responsabile di molte rivolte nell'area. Nel 1808, intenzionato ad ottenere il trono di famiglia, giunse ad assassinare suo padre e ad occuparne il posto. Aslan-Bey a questo punto si ritirò a Sukhumi nella sua residenza principesca, tutelato da un reggimento turco. Successivamente Aslan-Bey combatté al fianco del re Salomone II di Imereti contro le forze russe che iniziavano ad avanzare pretese sull'area, incitate dal fratello minore di Aslan-Bey, Sefer Ali-Bey, il quale cospirava contro di lui dall'esilio.
Nel 1810, dopo una serie di decisive vittorie russe, Aslan-Bey venne cacciato da Sukhumi assieme al reggimento turco che lo proteggeva e venne inviato in esilio in Turchia. Dopo l'espulsione del fratello, Sefer Ali-Bey poté divenire sovrano dell'Abcasia come protettorato dell'Impero russo.
Alla morte del fratello Sefer Ali (divenuto dal 1810 noto col nome di Giorgio I dopo la sua conversione alla religione ortodossa), Aslan-Bey fece ritorno in Abcasia tentando non solo di porsi nuovamente sul trono ma di riportare l'islam come religione di Stato nell'area. Egli riuscì a riprendere possesso di buona parte dei territori ad eccezione della fortezza di Sukhumi e di altri punti strategici controllati dai russi, ma venne comunque costretto a lasciare la terra nativa nuovamente nell'agosto del 1824 per intervento degli zaristi.
Morì in Turchia.

## Matrimoni e figli
Sposò nell'agosto del 1824 dapprtima Giachba [Gech], principessa della famiglia Sadzian [Zhigetian]. Alla morte di questa si risposò con Dido (m. 1809). In terze nozze sposò a Sukhumi nel 1809, Asma Khanum (m. 1825), figlia di suo cugino, Kuchuk Bey Chachba, governatore della fortezza di Poti.
Durante il suo esilio, Aslan-Bey ebbe due figli di nome Nikoloz (soprannominato "Kikola", il fratello maggiore) e Ahmed-Bey (il fratello minore). Quando Ahmed-Bey aveva quindici anni, Aslan-Bey morì di vecchiaia. Ahmed-Bey, per sua volontà, ha avuto un figlio di nome Uzun-Burhan ed è stato lui a vendere tutte le proprietà del suo ramo familiare in Georgia e si è trasferito definitivamente in Turchia, dove ha costruito il villaggio di Sinop. Tuttavia, i due figli di Nikoloz, Joseph e Ivan sono rimasti in Georgia. I discendenti di Joseph (i discendenti di Ivan sono morti) attualmente vivono a Tbilisi.